# Woods of Ypres
Woods of Ypres – kanadyjski zespół grający muzykę black metal i doom metal. Grupa powstała w Toronto, w roku 2002. Ich styl gry określany jest często, jako doom metal z wpływami bardziej mrocznej atmosfery. Wytwórnia, która wydaje ich płyty to Krankenhaus Records, a prowadził ją David Gold (zmarły 22 grudnia 2011 r. niedaleko kanadyjskiego miasta Barrie).

## Historia
Wood of Ypres powstało w roku 2002 z inicjatywy Davida Golda, Arona Palmera oraz Briana McManusa. W tym samym roku nagrali pierwsze demo zatytułowane Against the Seasons: Cold Winter Songs from the Dead Summer Heat. W roku 2003, David Gold wyruszył do Toronto by zacząć prace nad długogrającym albumem. Dodano również trzech nowych członków, którymi zostali: Jessica Lukawski (instrumenty klawiszowe, Connor Sharpe (gitara basowa) oraz Steve Jones (gitara elektryczna). Po nagraniu swoich partii, Steve i Connor odeszli z zespołu. W roku 2004 wydano pierwszą płytę długogrającą zatytułowaną tak samo, jak ich demo. 
W roku 2005 dokonano kilku poważnych zmian w składzie zespołu. Dan Hulse (gitara basowa, śpiew), Chris Mezz (perkusja), zaś Gold zaczął grać na gitarze elektrycznej. Niedługo po tym rozpoczęto pracę nad trzecim wydawnictwem Wood of Ypres. Zakończyła się niedługo przed końcem roku 2007.
22 grudnia 2011 roku David Gold zginął w wypadku samochodowym.

## Muzycy
| Ostatni skład zespołu - David Gold (zmarły) – perkusja (2002–2004), gitara, śpiew (2004–2011) - Joel Violette – gitara (2010–2011) - Brendan Hayter – gitara basowa (2011) - Rae Amitay – perkusja (2011) |  | Byli członkowie zespołu - Aaron Palmer – gitara basowa (2002–2003) - Brian McManus – gitara (2002–2003) - Connor Sharpe – gitara basowa (2003–2004) - Jordan Buryj – gitara (2003–2004) - Steve Jones – gitara (2003–2004) - Dustin Black – gitara (2003) - Jessica Rose – instrumenty klawiszowe (2003–2007) - Chris Jones – śpiew (2003–2004) - Robin Cross – śpiew (2003) - Dan Hulse – gitara basowa, śpiew (2005–2008) - Chris „Mezz” Mezzabotta – perkusja (2005–2008) - Shawn Stoneman – gitara (2007–2008) - Steve Furgiuele – gitara basowa (2008–2009) - Shane Madden – gitara basowa (2008–2011) - Evan Madden – perkusja (2008–2011) - Bryan Belleau – gitara (2008–2010) - Lee Maines – gitara (2008) - Brian Holmes – instrumenty klawiszowe (2008) |

## Dyskografia
| Tytuł                                                            | Rok  |
| ---------------------------------------------------------------- | ---- |
| Against the Seasons: Cold Winter Songs from the Dead Summer Heat | 2002 |
| Pursuit of the Sun & Allure of the Earth                         | 2004 |
| Woods III: The Deepest Roots and Darkest Blues                   | 2007 |
| Independent Nature 2002–2007                                     | 2009 |
| W4: The Green Album                                              | 2009 |
| Woods 5: Grey Skies & Electric Light                             | 2012 |

## Nagrody i wyróżnienia
| Rok  | Kategoria                          | Tytułem                              | Nagroda      | Nota      | Źródło |
| ---- | ---------------------------------- | ------------------------------------ | ------------ | --------- | ------ |
| 2013 | Metal/Hard Music Album of the Year | Woods 5: Grey Skies & Electric Light | Nagroda Juno | Nominacja | [ 3 ]  |